# Otmar Mácha
Otmar Mácha   (Mariánské Hory, 2 d'octubre de 1922 - Pardubice, 14 de desembre de 2006) va ser un compositor, director i dramaturg txec. Va ser membre (1995) del grup "Quattro" de compositors txecs amb Sylvie Bodorová, Luboš Fišer i Zdeněk Lukáš. De 1943 a 1945 va estudiar al Conservatori de Praga. A partir de 1947 va treballar com a director musical i dramatúrgic per a la Ràdio de Praga.

## Obres
Va deixar enrere música de cambra (inclosos tres quartets de corda), música coral, un ballet (Broučci, 1992), música sacra i nombroses peces orquestrals. També va escriure per al cinema. Òperes:
- Polapená nevěra [Infidelitat desenmascarada] (1958)
- Jezero Ukereve [Llac Ukereve] (1963)
- Svatba na oko [El matrimoni simulat]
- Tarzanova smrt [La mort de Tarzan] (1963)
- Desconegut (2002)
- Metamorfosis (1981) per a televisió